# 博斯曼法案
（Jean-Marc Bosman）是比利時足球乙組聯賽列日队的一名普通队员。在1990年合約到期时，博斯曼打算转会到法国的敦刻尔克队。然而敦刻尔克队提供不出列日队所需的转会费，所以列日队不讓他轉會。然后他在卢森堡公国的欧洲法院起诉转会的限制。经过了长期艰苦的诉讼之后，博斯曼终于赢得官司，并且在1995年12月15日法庭裁决：博斯曼以及欧盟的所有球员在合约期满之后，可在欧盟成員國內自由转会。
“博斯曼法案”同時禁止歐盟成員國本地聯賽及歐洲足協在比賽限制非本地球員的數目，但不包括非歐盟的球員在內。

## 影响

### 国际足联对球员合同期满的转会规定
国际足联的《运动员身份及转会规则》（Regulations on the Status and Transfer of Players）第十八条“职业球员和俱乐部合同的特殊条款”(Special provisions relating to contracts between professionals and clubs)的第三款规定：如果一家俱乐部试图与一名球员签订合同时，必须在协商前先出具书面文书通知他现有的俱乐部。只有在自己与原俱乐部合同已经到期或者只有六个月的情况下，一名职业球员才能自由地与其他俱乐部签订合同。任何对此款破坏的行为都应该得到适当制裁。

### 中国足协的球员合同期满的转会规定
中国足协2008年下发的《中国足协运动员身份及转会规定》中，在第四章“国内职业运动员转会” 第十一条对“自由人”做出了定义：三十个月以上未参加任何俱乐部比赛或从未隶属于任何俱乐部的运动员，应在属地会员协会注册为“自由人”；
第十二条规定，运动员变更所属俱乐部或代表其他俱乐部比赛、“自由人”代表俱乐部比赛，均需办理转会。